# Gornji Viduševac
Gornji Viduševac falu Horvátországban, Sziszek-Monoszló megyében. Közigazgatásilag Glinához tartozik.

## Fekvése
Sziszek városától légvonalban 29, közúton 40 km-re délnyugatra, községközpontjától 4 km-re északnyugatra, a Glinát Zágrábbal összekötő 31-es számú főút mentén fekszik.

## Története
Gornji Viduševac a környék számos településéhez hasonlóan a 17. század vége felé népesült be. 1696-ban a szábor a bánt tette meg a Kulpa és az Una közötti határvédő erők parancsnokává, melyet hosszas huzavona után 1704-ben a bécsi udvar is elfogadott. Ezzel létrejött a Báni végvidék, horvátul Banovina (vagy Banja), mely katonai határőrvidék része lett. A 18. század elején még csak néhány ház volt a településen, a templom helyén pedig csak egy fakápolna állt. 1727-ben felépítették a falu régi templomát. 1731-ben Branjug zágrábi püspök megalapította a viduševaci plébániát, melyhez akkor Viduševacon kívül Dvorišće, Jame, Trstenica és Hađer is hozzá tartozott. Az ez évben kitört nagy parasztfelkelésben a templomot is kifosztották, számos értékét elvitték. 1745-ben megalakult a Glina központú első báni ezred, melynek fennhatósága alá ez a vidék is tartozott. 1881-ben megszűnt a katonai közigazgatás. 1857-ben 1119, 1910-ben 1143 lakosa volt.
1918-ban az új szerb-horvát-szlovén állam, majd később Jugoszlávia része lett. A második világháború idején a Független Horvát Állam része volt. 1991. június 25-én az akkor kikiáltott független Horvátország része lett. A falut már július 16-tól ágyúzták a szerb erők. Miután a glinai horvát rendőrparancsnokságot és város horvát polgári lakosságát támadás érte július 26-án a horvátok megszervezték Donji és Gornji Viduševacba való kimenekítésüket. 1991. szeptember 30-án a  JNA csapatai és szerb felkelők megtámadták a települést. A harcoknak 16 horvát katona és polgári lakos lett az áldozata. Október 1-jén a falut elfoglalták, a horvát lakosságot elűzték. 1995. augusztus 8-án a Vihar hadművelettel foglalta vissza a horvát hadsereg. A településnek 2011-ben 468 lakosa volt, akik mezőgazdasággal, állattartással foglalkoztak.

## Népesség
| Lakosság változása | Lakosság változása | Lakosság változása | Lakosság változása | Lakosság változása | Lakosság változása | Lakosság változása | Lakosság változása | Lakosság változása | Lakosság változása | Lakosság változása | Lakosság változása | Lakosság változása | Lakosság változása | Lakosság változása | Lakosság változása |
| ------------------ | ------------------ | ------------------ | ------------------ | ------------------ | ------------------ | ------------------ | ------------------ | ------------------ | ------------------ | ------------------ | ------------------ | ------------------ | ------------------ | ------------------ | ------------------ |
| 1857               | 1869               | 1880               | 1890               | 1900               | 1910               | 1921               | 1931               | 1948               | 1953               | 1961               | 1971               | 1981               | 1991               | 2001               | 2011               |
| 1.119              | 1.073              | 901                | 1.067              | 565                | 1.143              | 1.062              | 1.144              | 536                | 622                | 617                | 688                | 601                | 646                | 504                | 468                |

## Nevezetességei
- Xavéri Szent Ferenc tiszteletére szentelt római katolikus plébániatemploma[4] 1827-ben épült. A Perlinski brijegnek nevezett magaslaton már korábban is állt egy templom, melyet még 1727-ben építettek, de csak 230 ember fért bele. Ezért építették fel 1827-ben az új, nagyobb templomot klasszicista stílusban. 1991 szeptember végén a szerb erők a Donje Selište felől kilőtt gránátokkal lerombolták. A harangtorony leomlott, a tető beszakadt. A falut elfoglaló szerb csapatok később aknákkal is tovább rombolták. Értékes barokk berendezését (festmények, miseruhák, liturgikus tárgyak) részben elmenekítették, de a nem mozdítható része megsemmisült. Mára a templomot eredeti formájában építették újjá. Egyhajós épület félköríves szentéllyel, melyhez a sekrestye csatlakozik. A harangtorony a homlokzat felett emelkedik. Festményei közül védettek a Piétát, az őrangyalokat és Szent Mihályt ábrázoló képek. Szakrális tárgyai nagyrészt a 19. századból származnak.
- A honvédő háború áldozatainak emlékműve tömegsírjuk felett.